# Франк, Маттиас
Маттиас Франк (нем. Mathias Frank, род. 9 декабря 1986 в городке Роглисвиль, Швейцария) — швейцарский профессиональный шоссейный велогонщик, выступающий за команду AG2R Citroën. Свою шоссейную карьеру начал в 2008 году. С 2009 года по 2013 год защищал цвета американской CCC Team. В 2014-2016 годах выступал за IAM Cycling. С 2017 года выступает за команду AG2R Citroën. Является очень хорошим горовосходителем.

## Главные достижения
2006
- 1-й на этапе 4 — Tour des Aéroports
- 2-й — Чемпионат Швейцарии среди U-23 в групповой гонке

2007
- 1-й — Тур Тюрингии (среди U-23)
  - 1-й на этапе 5
- 1-й на этапе 4 — GP Tell

2008
- 1-й — Гран-при Триберг-им-Шварцвальда

2009
- 1-й — GP Tell
- 6-й — Тур Ирландии- ГК
- 8-й — Тур Валлонии- ГК

2010
- Тур Швейцарии -   МК и СК

2011
- 6-й Тур Швейцарии - ГК

2012
- 1-й на этапе 1 (ТТТ) — Джиро дель Трентино
- 1-й — Тур Швейцарии  Лучший швейцарский гонщик

2013
- 1-й на этапах 4 и 5 — Тур Австрии
- 2-й — USA Pro Cycling Challenge - ГК
  - 1-й на этапе 2

2014
- 2-й — Критериум Интернациональ - ГК
  - 1-й на этапе 3 и ,  ОК и ГрК
- 2-й — Тур Баварии- ГК
  - 1-й на этапе 2
- 2-й — Тур Швейцарии - ГК
  - 1-й   - Лучший швейцарский гонщик
- 4-й - Тур Романдии - ГК
- 7-й - Circuit de la Sarthe - ГК

2015
- 3-й — Чемпионат Швейцарии в групповой гонке
- 5-й — Арктическая гонка Норвегии - ГК
- 8-й — Тур де Франс - ГК

2016
- 1-й на этапе 17 — Вуэльта Испании
- 7-й - Circuit de la Sarthe - ГК
- 8-й - Тур Романдии - ГК

2017
- 7-й - Тур Швейцарии - ГК 
  - 1-й   - Лучший швейцарский гонщик
- 7-й - Boucles de l'Aulne

| ГК  | Генеральная классификация |
| ОК  | Очковая классификация     |
| ГрК | Горная классификация      |
| МК  | Молодёжная классификация  |

### Гранд-туры
| Гонка           | 2008 | 2009 | 2010 | 2011 | 2012 | 2013 | 2014 | 2015 | 2016 | 2017 | 2018 |
| --------------- | ---- | ---- | ---- | ---- | ---- | ---- | ---- | ---- | ---- | ---- | ---- |
| Джиро д'Италия  | —    | —    | —    | НФ   | 83   | —    | —    | —    | —    | —    | —    |
| Тур де Франс    | —    | —    | НФ   | —    | —    | —    | НФ   | 8    | НФ   | 30   | 55   |
| Вуэльта Испании | НФ   | —    | —    | 94   | —    | —    | —    | —    | 37   | —    | —    |

| —  | Не участвовал  |
| НФ | Не финишировал |